# 1 Korpus Armijny (Belgia)
1 Korpus Armijny – wyższy związek taktyczny belgijskich Sił Zbrojnych.

## Struktura organizacyjna
W 1989
- dowództwo Korpusu – Kolonia
- 1 Dywizja Zmechanizowana – Liège
- 16 Dywizja Pancerna – Arnsberg